# ベネット島

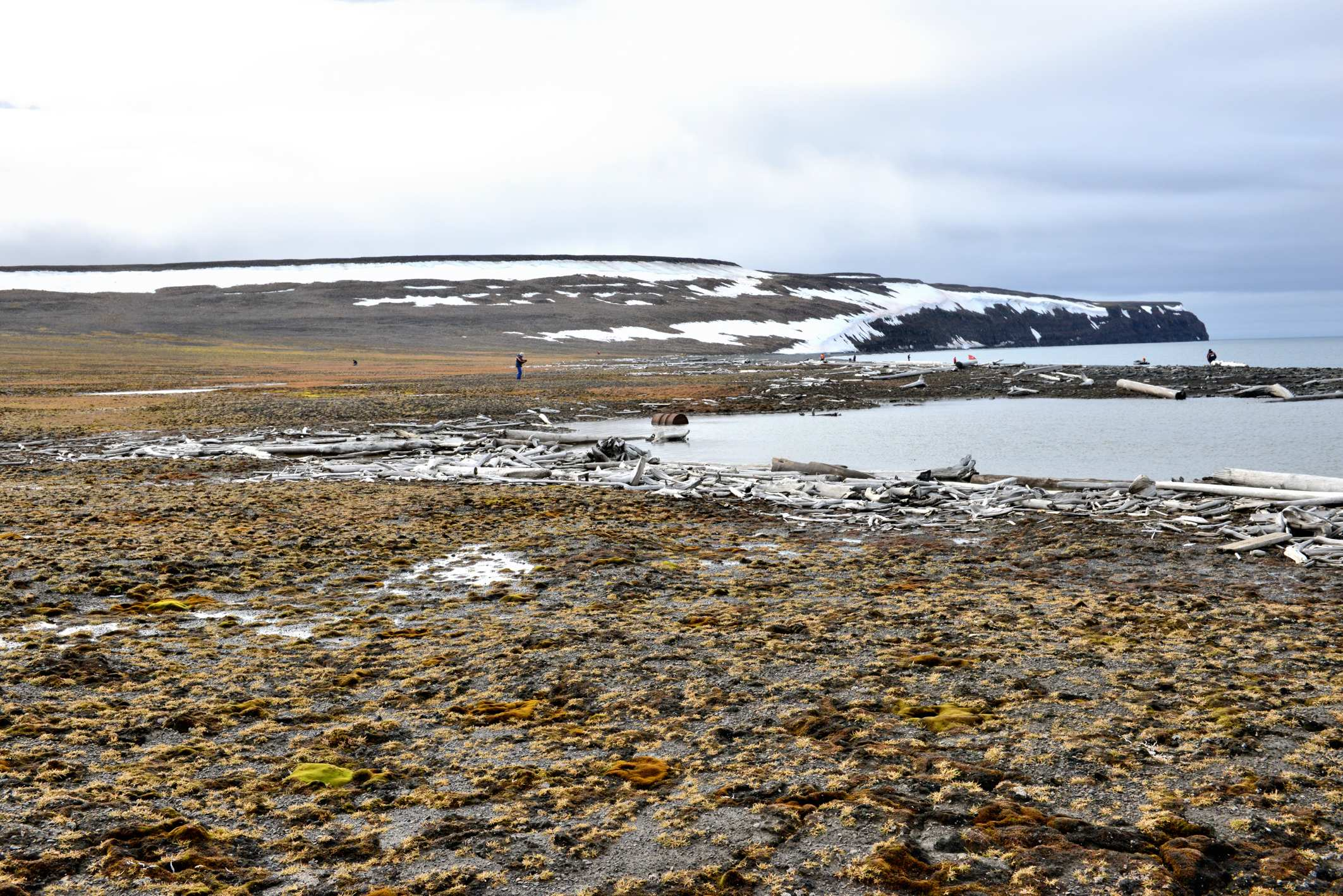
北海岸のツンドラ

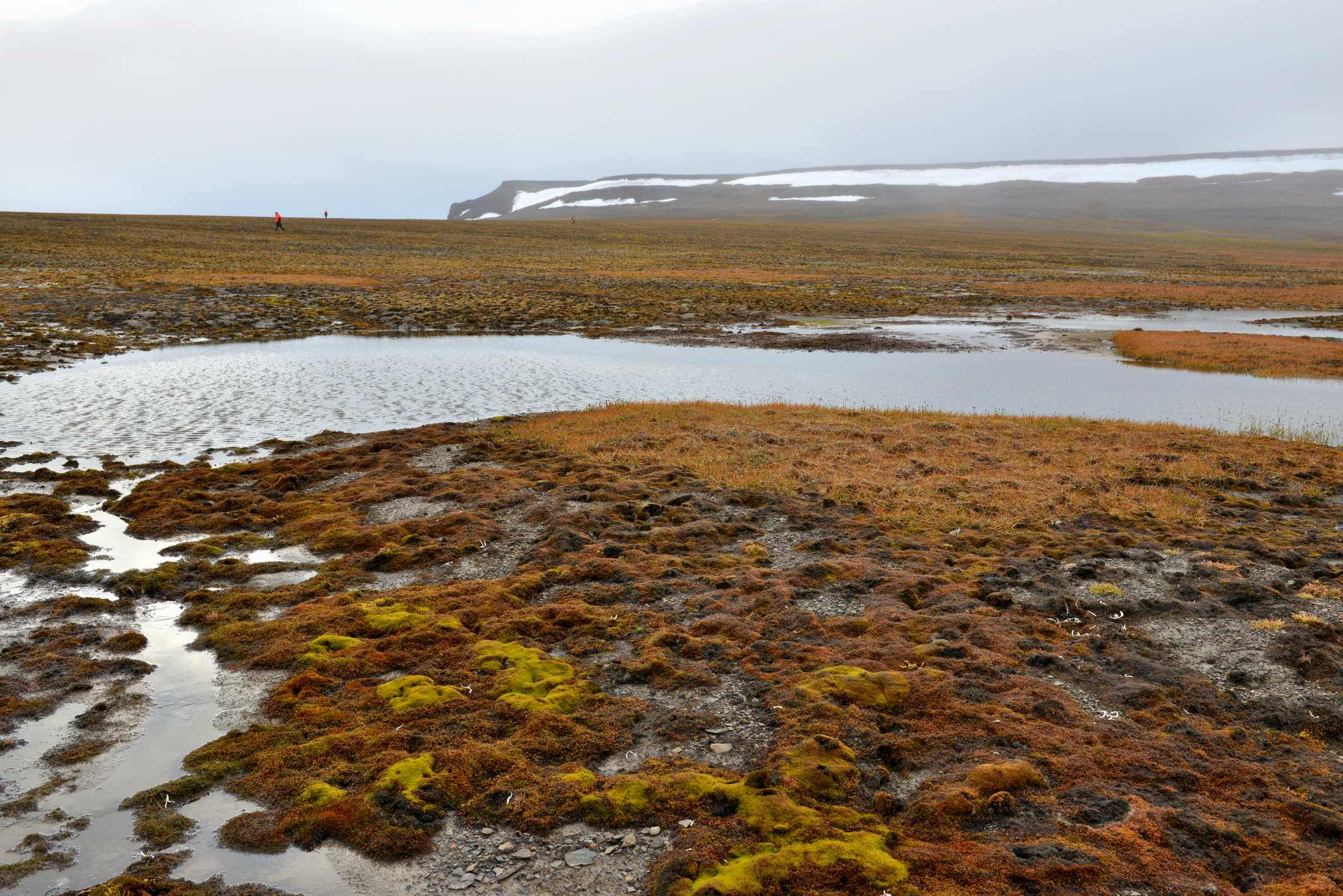
北部のツンドラ

ベネット島（ロシア語: Остров Бе́ннетта、英語: Bennett Island）は、ロシアの東シベリア海に浮かぶ、デロング諸島の無人島である。面積は150 km2（60平方マイル）、最高峰は426 m （1,398フィート）で、一面氷河に覆われている。島は全域がサハ共和国の管轄下にある。

## 歴史

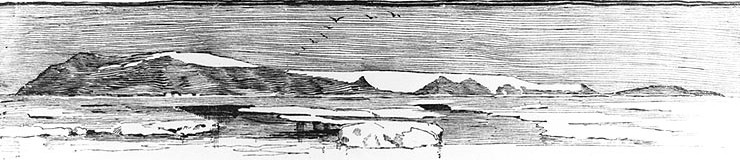
ジャネット探検隊によるベネット島のスケッチ（1881年7月）

ベネット島は1881年に、アメリカの探検家ジョージ・W・デロングにより発見され、新聞社ニューヨーク・ヘラルド（en:New York Herald）を創立したジェームズ・ゴードン・ベネット・シニアの子、ジェームズ・ゴードン・ベネット・ジュニア（en:James Gordon Bennett, Jr.）に因んで名づけられた。
1879年にジャネット探検隊は出発し、ジョージ・W・ロングは隊長であった。主な目的としてはウランゲリ島を発見するのと、北極点に近づく事であった。だが、1879年9月に探検隊はベネット島を通り過ぎ、その先のヘラルド島（en:Herald Island (Arctic)）を発見した。その後、船が氷で押しつぶされてしまい、1881年6月に沈没した。一行はボートでの氷上移動を余儀なくされ、7月にベネット島を発見した。彼らは再びノヴォシビルスク諸島やロシア本土へ向かう間、数日間を島で過ごした。
1901年8月には、ロシアの北極探険船ザーリャ号が、伝説のサンニコフ島 (現在では実在しないことが明らかになっている) の探索に出たが、間もなく流氷に阻まれてしまった。1902年、サンニコフ島への到達の試みは、ザーリャが定着氷に捕まっているにもかかわらず続けられた。ザーリャから離れた北極探検家のエドゥアルト・フォン・トル(Eduard Toll) と3人の同僚は、1902年11月、ベネット島から緩い氷盤 (ice floe) の上を南に向かう途中で遭難し二度と戻ることはなかった。
島は1881年の発見時に、アメリカが領有を主張したが、1916年にロシアのイギリス大使はロンドンで、ベネット島は北極地方の島を構成する1つで、ロシア帝国の領土である。と主張した。この主張は、その後ソビエト連邦にも引き継がれた。1988年にはアラスカ州上院がアメリカの領有を支持する決議をし、1994年のアラスカ州最高裁判所は「ベネット島は近辺の島に加え、アラスカ州の一部ではない」という規則を出した。